# Alexandr Popkov
Alexandr Yevguénievich Popkov –en ruso, Александр Евгеньевич Попков– (San Petersburgo, 27 de diciembre de 1994) es un deportista ruso que compite en natación.
Ganó una medalla de bronce en el Campeonato Mundial de Natación de 2017, tres medallas de oro en el Campeonato Mundial de Natación en Piscina Corta de 2016 y cuatro medallas en el Campeonato Europeo de Natación en Piscina Corta, en los años 2015 y 2017.
Participó en los Juegos Olímpicos de Río de Janeiro 2016, ocupando el cuarto lugar en la prueba de 4 × 100 m estilos.

## Palmarés internacional
| Campeonato Mundial                  | Campeonato Mundial     | Campeonato Mundial | Campeonato Mundial |
| Año                                 | Lugar                  | Medalla            | Prueba             |
| ----------------------------------- | ---------------------- | ------------------ | ------------------ |
| 2017                                | Budapest (Hungría)     | Medalla de bronce  | 4 × 100 m estilos  |
| Campeonato Mundial en Piscina Corta |                        |                    |                    |
| Año                                 | Lugar                  | Medalla            | Prueba             |
| 2016                                | Windsor (Canadá)       | Medalla de oro     | 4 × 50 m libre     |
| 2016                                | Windsor (Canadá)       | Medalla de oro     | 4 × 100 m libre    |
| 2016                                | Windsor (Canadá)       | Medalla de oro     | 4 × 50 m libre     |
| Campeonato Europeo en Piscina Corta |                        |                    |                    |
| Año                                 | Lugar                  | Medalla            | Prueba             |
| 2015                                | Netanya (Israel)       | Medalla de plata   | 4 × 50 m estilos   |
| 2015                                | Netanya (Israel)       | Medalla de bronce  | 50 m mariposa      |
| 2017                                | Copenhague (Dinamarca) | Medalla de oro     | 50 m mariposa      |
| 2017                                | Copenhague (Dinamarca) | Medalla de oro     | 4 × 50 m estilos   |